# Causton

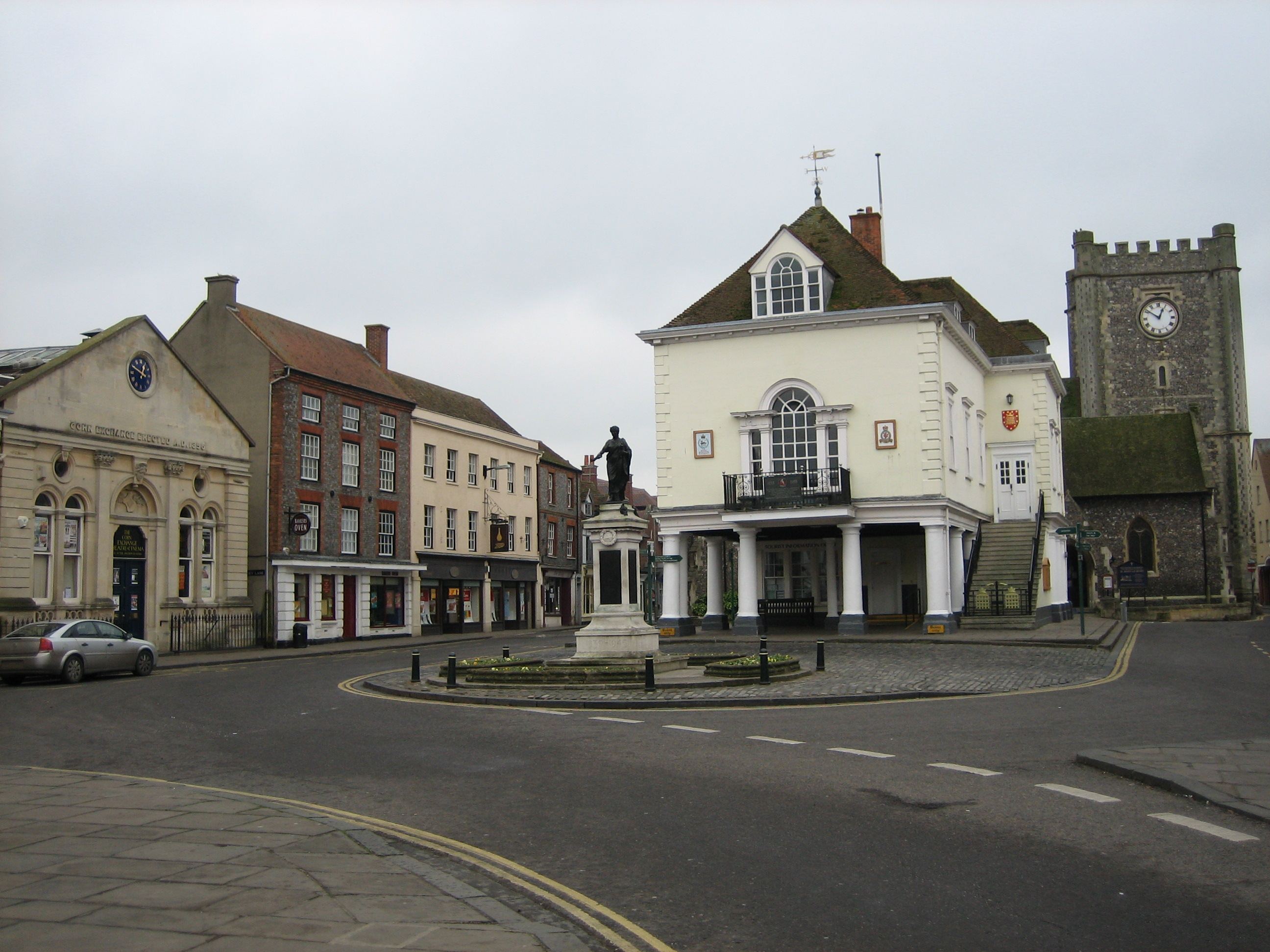
Obec Wallingford alias Causton

Causton je název fiktivního města ve fiktivním hrabství Midsomer v britském kriminálním televizním seriálu Vraždy v Midsomeru. 
Pro potřeby natáčení "Caustonu" posloužila obec Wallingford, v hrabství Oxfordshire v jižní Anglii.